# Pachyneurhymenus
Pachyneurhymenus is een geslacht van wantsen uit de familie van de Miridae (Blindwantsen). Het geslacht werd voor het eerst wetenschappelijk beschreven door Odo Reuter in 1909.

## Soorten
Het genus bevat de volgende soorten:

- Pachyneurhymenus castilloanus (Carvalho, 1985)
- Pachyneurhymenus pallidolimbatus (Reuter, 1908)